# Francescane della Croce del Libano
Le Francescane della Croce del Libano (in francese Congrégation des Sœurs Franciscaines de la Croix du Liban) sono un istituto religioso femminile di diritto pontificio: le suore di questa congregazione pospongono al loro nome la sigla F.C.L.

## Storia
La congregazione venne fondata a Ghazīr da Khalīl Al-Haddād (1875-1954), frate cappuccino, con l'aiuto di Maria Zoghaib (in religione madre Maria della Croce).
L'istituto, aggregato all'ordine dei Frati Minori Cappuccini dal 31 luglio 1946, venne approvato dal vicario apostolico di Beirut il 1º agosto 1949 e ricevette il pontificio decreto di lode il 25 luglio 1967.
Il fondatore, in religione frate Giacomo da Ghazīr, è stato proclamato beato il 22 giugno 2008.

## Attività e diffusione
Le Francescane della Croce del Libano si dedicano all'assistenza ospedaliera ai sacerdoti anziani e malati, alla cura dei disabili e degli anziani, all'istruzione, alla cura e all'educazione degli orfani.
Sono presenti in Giordania, Italia, Egitto, Siria e a Gerusalemme: la sede generalizia è a Bkennaya.
Al 31 dicembre 2005 l'istituto contava 242 religiose in 24 case.